# Thomisus ashishi
Thomisus ashishi là một loài nhện trong họ Thomisidae.
Loài này thuộc chi Thomisus. Thomisus ashishi được Pawan U. Gajbe miêu tả năm 2005.